# Habsburg–Tescheni Károly Albert főherceg
Habsburg–Tescheni Károly Albert főherceg (Erzherzog Karl Albrecht Nikolaus Leo Gratianus von Österreich, lengyelül: Karol Olbracht Austriacki, 1918 után Karl Albrecht Habsburg-Lothringen, 1919 után Karol Olbracht Habsburg-Lotaryński, 1949 után Karl Prinz von Habsburg-Altenburg), Póla, 1888. december 18. – Östervik, Stockholm (Svédország), 1951. március 17.), osztrák főherceg, magyar és cseh királyi herceg, császári és királyi tüzérezredes, majd a lengyel hadsereg tábornoka, földbirtokos.

## Élete

### Származása, testvérei
Károly Albert a dalmáciai Pólában született 1888. december 18-án. Édesanyja Habsburg–Toscanai Mária Terézia Antonietta főhercegnő (1862–1933), toszkánai hercegnő, Károly Szalvátor főherceg (1839–1892) és az olasz Bourbon (Borbone) házból való  Mária Immakuláta Klementina nápoly–szicíliai királyi hercegnő (1844–1899) leánya volt.
Édesapja Habsburg–Tescheni Károly István főherceg, admirális (1860–1933) volt, a Császári és Királyi Haditengerészet (k.u.k. Kriegsmarine) főfelügyelője, Károly Ferdinánd főherceg (1818–1874) és Erzsébet Franciska Mária főhercegnő (1831–1903) fia, József nádor unokája. Három fiuk és három leányuk született: 
- Eleonóra Mária főhercegnő (1886–1974), aki 1913-ban rangon aluli házasságot kötött Alfons von Klöss (1880–1953) császári és királyi korvettkapitánnyal, aki apja, Károly István hajóinak irányításával volt megbízva.
- Renáta Mária Karolina főhercegnő (1888–1935), aki 1909-ben feleségül ment Radziwill Jeromos (Hieronim Radziwiłł) lengyel herceghez (1885–1945). Férje szovjet koncentrációs táborban pusztult el.
- Károly Albert Miklós főherceg (1888–1951).
- Mechthildis Mária Krisztina főhercegnő (1891–1966), aki 1913-ban Olgierd Czartoryski lengyel herceghez (1888–1977) ment feleségül.
- Leó Károly főherceg (1893–1939) császári és királyi százados, aki Lengyelországban Leon Karol Habsburg néven szerepelt. 1922-ben feleségül vette Marie-Clothilde de Thuillières-t, Montjoye-Vaufrey és la Roche grófnőjét (1893–1978).
- Vilmos Ferenc József főherceg (1895–1948), 1918-ban az ukrán függetlenségért harcoló Szics Lövészek (Січові Стрільці) ezredese. Ukrajnában Vaszil Visivanij (Василь Вишиваний) néven ismerték. Szovjet börtönben halt meg.

### Ifjúkora az Osztrák–Magyar Monarchiában
1907-ben leérettségizett, majd a bécsi Katonai Műszaki Főiskolára jelentkezett, amelyet 1910-ben sikerrel elvégzett. Katonai pályáját 1910. augusztus 14-én hadnagyként kezdte a cs. és kir. 2. tábori tüzérezredben (Feldhaubitzenregiment). 1910. november 28-án – mint minden nagykorú Habsburg főherceg – megkapta az Aranygyapjas rendet. Ugyanebben az évben kitüntették a belga Lipót-renddel is. 1912. április 27-én megkapta a bolgár Szent Kirill és Metód Rend nagykeresztjét, szeptember 23-án áthelyezték a 2. fogatolt tüzérosztályhoz. Kiváló tüzértiszti teljesítményével 1913. március 8-án kiérdemelte Krobatin hadügyminiszter (aki szintén a tüzérségnél kezdte pályáját) írásbeli dicséretét, amelynek nyomán április 27-én soron kívüli előléptetéssel főhadnagyi rangot kapott. 1913. december 25-én megkapta Ferenc József császár Legfelsőbb Elismerését, amely feljogosította a Bronz Katonai Érdemérem (Signum Laudis) kitüntetés viselésére, békeidőben végzett kiváló katonai teljesítményének elismeréseképpen.

### Az első világháború frontjain
1914-ben, az első világháború kitörésekor a keleti frontra vezényelték. A harcmezőn tanúsított bátorságáért megkapta a cs. és kir. Katonai Érdemkereszt 3. osztályát a háborús ékítménnyel (október 22-én) és a porosz Vaskereszt 2. osztályát (november 7-én). 1915. március 1-jén századossá léptették elő és a vezérkarhoz vezényelték, a tiroli Területvédelmi Parancsnokságon (Landesverteidigungskommando) kapott beosztást. A dél-tiroli védelmi harcokban nyújtott teljesítményéért ismét megkapta az uralkodó Legfelsőbb Elismerését, amely feljogosította a Bronz Katonai Érdemérem (Signum Laudis) kitüntetés viselésére, a Katonai Érdemkereszt szalagjával, a háborús időben végzett kiváló katonai teljesítmény elismeréseképpen. A központi hatalmak szövetségesei is kitüntetésekben részesítették. 1915 novemberében megkapta a Mecklenburg-Schwerin-ház Katonai Érdemkeresztjét, és 1916 januárjában a bajor Katonai Érdemrend 4. osztályát.
1916-ban visszatért az aktív tüzértiszti szolgálatba, és a 14. tábori tüzérezred 1. zászlóaljának parancsnoka lett. Helytállásával április 19-én ismét kiérdemelte az uralkodó Legfelsőbb Elismerését, így viselhette az Ezüst Katonai Érdemérmet (Signum Laudist) a háborús ékítménnyel. Gyorsított eljárással május 30-án őrnaggyá léptették elő, és megkapta a Vaskorona-rend 3. osztályát a háborús ékítménnyel.
1916 áprilisában a 8. tábori tüzérezredet átalakították, 9. és 14. tábori tüzérezredek egyes részeinek beolvasztásával. Az újjászervezett 8. tábori tüzérezred parancsnokává Károly Albert őrnagyot nevezték ki. E beosztásban harcolt 1917 novemberéig. Kiváló ezredparancsnoki ténykedéséért 1917. január 26-án megkapta az osztrák Lipót-rend lovagkeresztjét a háborús ékítménnyel. Másnap gyorsított eljárással alezredessé léptették elő. 1917 januárjában megkapta a bolgár Vitézségi Érdemrend 4. osztályát. Februárban  az Oszmán Birodalom szultánja kitüntette az Arany Liakat Érdeméremmel és a Vas Félholddal. 1917 folyamán visszamenőleges hatállyal megkapta a kardokat valamennyi korábbi háborús kitüntetéséhez, és az újonnan alapított Károly-csapatkeresztet is. 1917. november 1-jén ezredessé léptették elő. Rövid időt otthon tölthetett szabadságon, majd 1918 februárjától a háború végéig, a Monarchia széthullásáig a 23. gyalogos dandár parancsnokaként működött. December 1-jén az új hatalom – az összes Habsburg főherceghez hasonlóan – őt is szolgálaton kívüli (außer Dienst) állományba helyezte.

### A lengyel korona álma
Oroszország összeomlása után a Német Császárság és az Osztrák–Magyar Monarchia saját gyámságuk alatt létrehozták a Lengyel Régens Királyságot. Ennek trónjára a legesélyesebb jelöltek Károly István főherceg és elsőszülött fia, Károly Albert főherceg voltak. Személyüket a két császár, Ferenc József és II. Vilmos mellett a bajor király, a bolgár cár, a szász és a württembergi király is támogatták.
Ferenc József 1916 novemberében bekövetkezett halála után a helyzet megváltozott. Az új uralkodó, Károly császár ambiciózus terve szerint a régi Kongresszusi Lengyelországot, Galíciával, Lodomériával és Ukrajna nyugati területeivel együtt saját jogara alatt akarta egyesíti, és az új tartományt a Habsburg Birodalomba beolvasztani. Az eredeti tervet, amely szerint Lengyelország önálló királysággá vált volna az egyik saybuschi Habsburg főherceg koronája alatt, Károly császár félretette, majd teljesen elutasította. A Monarchia széthullásával, Piłsudski marsall (1867–1935) fellépésével, és a Lengyel Köztársaság kikiáltásával a Habsburg-királyság esélye végleg elenyészett.
A lengyel monarchisták ennek ellenére még az 1920–30-as években is ébren tartották a királyság kérdését és Károly Albert trónjelöltségét. Azt remélték, hogy Piłsudski marsall végrendeletében monarchisztikus államformát fog javasolni hazájának, de csalódniuk kellett, mert az 1935-ben elhunyt marsall semmilyen politikai végrendeletet nem hagyott (legalábbis nem került elő ilyesmi).

### Lengyel Köztársaság hadseregében
Nyugat-Galícia és vele a saybuschi Habsburg-birtokok 1918-ban az új Lengyel Köztársaság területére kerültek. Károly Albert főherceg, aki folyékonyan beszélt lengyelül, visszatért a családi uradalomba, szüleihez és testvéreihez hasonlóan (kivéve legifjabb öccsét, Vilmos főherceget, aki az új ukrán hadseregbe állt be).
A lengyel függetlenség kikiáltása után Károly Albert kérelmezte és megkapta a lengyel állampolgárságot, felvette a Karol Olbracht Habsburg-Lotaryński nevet. 1918 novemberében öccsével, Leó Károllyal együtt Krakkóban önkéntesnek jelentkeztek a lengyel hadseregbe. Károly Albertet 1919-ben ezredesi rangban kinevezték a 15. (pomerániai) tüzérdandár parancsnokának. A lengyel hadsereg ezredeseként harcolt 1919-ben az ukránok, majd 1921-ig a bolsevik Vörös Hadsereg ellen. 1920-ban kitüntették a Lengyel Vitézségi Érdemkereszttel (Krzyż Walecznych), majd 1926-ban a Polonia Restituta (lengyelül: Order Odrodzenia Polski) érdemrenddel is.

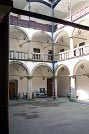
Saybusch, a Régi Kastély

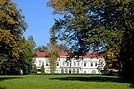
Saybusch, az Új Kastély.

### Házassága, gyermekei
Károly Albert 1920. november 8-án Saybuschban feleségül vette a svéd születésű Alice Elisabeth Ankarcrona grófnőt (1889–1985), Badeni gróf (1846–1909), volt császári osztrák miniszterelnök és volt galíciai helytartó  özvegyét. Rangon aluli házassága miatt Károly Albert elveszítette Habsburg főhercegi címét és az esetleges trónöröklés jogát is. A házaspárnak négy gyermeke született (hárman érték meg a felnőttkort). Később, 1949-ben valamennyien megkapták az Altenburg hercege/hercegnője (Prinz/Prinzessin von Altenburg) címet:
- Habsburg Károly István (Karol Stefan Habsburg-Lotaryński, 1921–2018), aki 1952-ben a svéd Marie-Louise af Petersens grófnőt vette feleségül, az 1970-es években banktisztviselőként Svédországban élt
- Habsburg Mária Krisztina (Maria Krystyna Habsburg-Lotaryński, 1923–2012), aki 1954-től 2000-ig Svájcban élt
- Habsburg Károly Albert (1926–1928)
- Habsburg Renáta Mária (Renata Maria Habsburg-Lotaryński, 1931–), aki 1957-ben Eduardo de Zulueta y Dato spanyol diplomatához ment feleségül

A háborús évek után a żywieci Habsburg-uradalomban a békés gazdálkodás évei következtek. Különösen a sörfőzést fejlesztették. Az export révén a saybuschi sör (Żywiec Bier) világmárkává lett.
Károly Albert szülei, Károly István főherceg és Mária Terézia főhercegné 1933 tavaszán elhunytak. Gyermekeik felosztották egymás között a saybuschi uradalmat. Károly Albert 28 009 hektárt, Leó Károly főherceg 11 349 hektárt, Renáta (Radziwiłł hercegné) 3264 hektárt kapott. A Károly István főherceg által korábban létrehozott szociális létesítményeket és jótékony célú intézkedéseket fia, Károly Albert továbbra is fenntartotta és működtette.

### Német megszállás alatt

A Lengyel Honi Hadsereg zászlaja

1939 elején Károly Albert főherceget – azaz Karol Olbracht Habsburg-Lotaryński ezredest – vezérőrnaggyá léptették elő. 1939. szeptember 1-jén, a Lengyelország elleni német támadás idején Károly Albert önként jelentkezett a lengyel határőrhadtest Żywiecben állomásozó 2. hegyivadász ezredébe, de életkora és rossz egészségi állapota miatt nem osztották be aktív harctéri szolgálatra. Pomerániában, a Visztula-menti Graudenz erődítményeinek parancsnoki beosztását kapta. Hadifogságba esett, majd 1939. november 9-én letartóztatta a Gestapo. A kihallgatások során megverték és megkínozták. Megpróbálták rávenni, írja alá a német néphez való tartozás nyilatkozatát („Volksliste”), azaz vegye fel a német állampolgárságot. Vallomásának jegyzőkönyve fennmaradt. A kérdésre, hogy „Az elmúlt 20 évben német vagy lengyel néphez tartozónak érezte-e magát?”, így válaszolt: „Voltaképpen lengyel nemzetiségű vagyok, csak német származású. Feleségemmel, Alice-szal együtt a saybuschi vidékhez és lakóihoz vonzódunk. Feleségem és gyermekeim is lengyelként éreznek.”. Mivel megtagadta a Volksliste aláírását, a náci hatóságok elkobozták birtokait, és 2 éven át, 1941. augusztus 23-áig Teschenben, majd Krakkóban tartották fogva. Felesége, Alice a titkos Honi Hadsereg (Armia Krajowa, AK) tagja lett, részt vett a fegyveres ellenállásban. A háború végén Türingiába menekültek, itt találkoztak az amerikai csapatokkal.

### Utolsó évei emigrációban
A lengyel Habsburgok 1947 májusában hazatértek Lengyelországba. Krakkóban kellett lakniuk, a lengyel hatóságok kitiltották őket a saybusch-i uradalom területéről. Ígéretet kaptak a kormánytól, hogy a világháborúban tanúsított hazafias viselkedésük alapján birtokaik egy részét megtarthatják. Az 1947-es Szejm-választások után hatalomra került kommunista vezetés azonban államosította a birtokot. Szabadságuk is veszélybe került, ezért 1949-ben a engedélyt kértek (és kaptak) a Lengyel Népköztársaság hatóságaitól, hogy a feleség szülőhazájába, Svédországba távozhassanak. 1949-ben Habsburg Ottó trónörökös, a rangidős családtag Károly Albertnek, a volt osztrák főhercegnek az Altenburg hercege (Prinz von Altenburg) rangot adományozta, amelyet gyermekei is örököltek.
Habsburg Károly Albert, Altenburg hercege 1951. március 17-én hunyt el otthonában, a Stockholm melletti Östervikben. Lengyelország sohasem viszonozta áldozatát, amelyet a lengyel tábornokká lett osztrák főherceg meghozott második, választott hazájáért. Egykori birtokaikból, amelyet a nácik, majd tőlük a Lengyel Népköztársaság elkobzott, semmit sem kaptak vissza a leszármazottak. Károly Albert érdemeit még az 1990-es politikai változások után sem ismerték el. A új Lengyel Köztársaság  kormánya sem adott vissza semmit. A Żywieci sörgyárat és a krakkói bérházakat mások vásárolhatták meg.
Károly Albert leánya, Mária Krisztina altenburgi hercegnő 1954-től hontalanként Svájcban élt, de sohasem folyamodott svájci állampolgárságért. 1993-ban az új Lengyel Köztársaság elismerte állampolgárságát. 2001-ben tért haza szülővárosába, Żywiecbe, ahol a városi önkormányzat lakást alakított ki számára a volt Habsburg-kastély sportterméből (!). 2011-ben a lengyel állam kitüntette a Polonia Restituta (lengyelül: Order Odrodzenia Polski) érdemrend parancsnoki keresztjével. 2012-ben hunyt el Żywiecben.
A család többi tagjai is mind fenntartották igényüket a lengyel állampolgárságra, és máig ápolják lengyel kapcsolataikat, különösen Żywiec (a volt Saybusch) lakóival.

## Külső hivatkozások
- https://web.archive.org/web/20070930193815/http://www.ogyk.hu/e-konyvt/mpgy/alm/al910_15/12.htm Országgyűlési Könyvtár
- http://bielskobiala.naszemiasto.pl/wydarzenia/593159.html : A Habsburgok saybuschi (żywieci) ága (lengyelül)
- https://web.archive.org/web/20070216053308/http://worldroots.com/brigitte/royal/habsgrid.htm : Családi adatok
- https://archive.today/20070930155516/http://www.biologie.de/biowiki/Stammtafel_der_Habsburger : A Habsburgok családfái
- http://www.thepeerage.com/p11190.htm#i111893 : Családfa, életrajzi adatok
- https://web.archive.org/web/20060129095923/http://www.land.salzburg.at/schule/europaservice/polen/002-krakau.htm Krakkó és a Habsburgok (Salzburg, Europaservice)
- http://www.elib.hu/00000/00060/html/055/pc005568.html#9 Címszó a Pallas nagy lexikonában
- http://www.austro-hungarian-army.co.uk/biog/erzhkarlalbrecht.htm#Erzherzog%20Karl%20Albrecht Archiválva 2020. október 28-i dátummal a Wayback Machine-ben Életrajza
- http://www.polonika.at/informator.php?op=sz&id=334&pid=327 A saybuschi Habsburgokról (német nyelven)
- http://www.polonika.at/archiwum.php?ad=&am=1&ar=-07-&id=456&k=&szukaj= A saybuschi Habsburgokról (lengyel nyelven)
- https://web.archive.org/web/20070712234606/http://www.zywiec.pl/stat.php?honorowi A saybuschi Habsburgokról, Żywiec város honlapján (lengyel nyelven)
- https://web.archive.org/web/20070927041234/http://www.ookz.com.pl/cenne/art.php?dz=1&id=1999-02-15&bn= A „lengyel” Habsburgokról (lengyel nyelven)